# منتخب جامايكا لسباعيات الرغبي
منتخب جامايكا الوطني لسباعيات الرغبي (بالإنجليزية: Jamaica national rugby sevens team)‏ هو ممثل جامايكا الرسمي في المنافسات الدولية في الرغبي .